# Maestro della Santa Caterina Gualino
Il Maestro della Santa Caterina Gualino (fl. XIII-XIV secolo) è stato un intagliatore e pittore italiano attivo tra XIII e XIV secolo in Umbria e Abruzzo.
Si tratta di un artista straordinario, di formazione umbra ma dalla personalità originalissima e sofisticata.

## Opere
Il nome dello scultore si deve ad una scultura lignea appartenuta alla Collezione Gualino raffigurante Santa Caterina.
Il suo capolavoro è considerata la Madonna di Teramo, una Madonna con Bimbo policromata esposta nel cappellone del Duomo di Teramo, ma proveniente da uno sconosciuto paese della provincia di Teramo.
In Abruzzo lasciò anche altre opere, come la Madonna di S. Omero oggi al Museo nazionale d'Abruzzo a L'Aquila, proveniente dalla Chiesa di San Michele Arcangelo a Sant'Angelo Abbamano di Sant'Omero
e la Madonna di Brecciano, nella Chiesa di Santa Maria di Brecciano a Villa Brozzi, frazione di Montorio al Vomano. 
Altrettanto pregevoli opere lasciò in Umbria, come la Madonna con bambino nella Chiesa di San Giovenale a Logna di Cascia.
Alcune opere sono custodite in Musei stranieri: una santa Agnese nello Isabella Stewart Gardner Museum a Boston; e una Madonna nel National Museum of Scotland a Edimburgo.